# معاهدة أميان
وقّعت معاهدة أميان  عام 1802، لتنهي مؤقتًا العداء بين الجمهورية الفرنسية والمملكة المتحدة خلال حروب الثورة الفرنسية، في مدينة أميان في 25 مارس 1802، بين جوزيف بونابرت والمركيز كورنواليس كمعاهدة سلام نهائية. استمرت المعاهدة عامًا و60 يومًا تقريبًا، وهي الفترة الوحيدة الذي سادت فيها حالة السلام خلال الحروب النابليونية.
بموجب المعاهدة، اعترفت المملكة المتحدة بالجمهورية الفرنسية بعد عامين من تنازل جورج الثالث عن الحق التاريخي في مملكة فرنسا الذي يعود تاريخه إلى عام 1340 منذ عهد إدوارد الثالث.
شملت بنود المعاهدة:
- إعادة السجناء والرهائن.
- إعادة المملكة المتحدة مستعمرة الكاپ إلى الجمهورية الباتاڤية.
- إعادة المملكة المتحدة معظم جزر الهند الغربية الهولندية إلى الجمهورية الباتاڤية.
- تسحب المملكة المتحدة قواتها من مصر.
- تتنازل فرنسا للمملكة المتحدة عن ترينيداد وتوباجو، وسيلان.
- تسحب فرنسا قواتها من الدويلات البابوية.
- إصلاح حدود جويانا الفرنسية.
- استعادة الفرسان الاسبتارية لمالطة وغوزو وكومينو، وإعلان مالطا بلدًا محايدًا، بالرغم من أن الجزر بقيت تحت سيطرة الامبراطورية البريطانية.
- إعادة جزيرة مينوركا إلى إسبانيا.
- تعويض أسرة أورانج-ناساو عن خسائرها في هولندا.